# Manayunkia aestuarina
Manayunkia aestuarina é uma espécie de anelídeo pertencente à família Fabriciidae.
A autoridade científica da espécie é Bourne, tendo sido descrita no ano de 1883.
Trata-se de uma espécie presente no território português, incluindo a sua zona económica exclusiva.